# Annelies Schwarz
Annelies Schwarz (* 20. Oktober 1938 in Trutnov, Tschechoslowakei) ist eine deutsche Pädagogin, Schriftstellerin und Malerin.

## Leben
Annelies Schwarz wuchs nach der Aussiedlung aus ihrer böhmischen Heimat in Hannover auf. Sie studierte Pädagogik und Bildende Kunst in Hannover und Berlin. Ab 1973 war sie als Lehrerin und freischaffende Malerin in Berlin, Bremerhaven und zuletzt in Bremen tätig. Zwischen 1972 und 1980 nahm sie einen Lehrauftrag für Spiel und Kindertheater an der Universität Bremen wahr. Sie unternahm zahlreiche Reisen nach Ghana und arbeitete mit ghanaischen Künstlern zusammen. Sie lebt heute in Misselwarden in einem Haus, welches nach ihren Entwürfen gebaut wurde. Darin befindet sich auch ihr Atelier, in dem sie ihre Bilder ausstellt.
Sie veröffentlicht seit den 1980er Jahren literarische Arbeiten und hauptsächlich Kinder- und Jugendbücher, in denen sie zum Teil die Erfahrungen ihrer Afrika-Aufenthalte verarbeitete. Im Jahr 1981 standen ihre Kindheitserinnerungen Wir werden uns wiederfinden auf der Auswahlliste des Deutschen Jugendbuchpreises. Im Jahr 2001 wurde sie mit dem Sudetendeutschen Kulturpreis für Literatur und 2005 mit dem Kinderbuchpreis Nordstemmer Zuckerrübe ausgezeichnet. Im Jahr 2019 wurde ihr Roman Aprilregen für den Glauser-Preis „Bester Kinderkrimi 2020“ nominiert.

## Veröffentlichungen (Auswahl)
- Wir werden uns wiederfinden: Die Vertreibung einer Familie. Deutscher Taschenbuch Verlag, München 1981, ISBN 3-423-07820-0.
- Die Grenze – ich habe sie gespürt! Eine Kindheit in Deutschland-Ost und Deutschland-West 1945–1950. Deutscher Taschenbuch Verlag, München 1984, ISBN 3-423-07846-4.
- Hamide spielt Hamide: Ein türkisches Mädchen in Deutschland. Deutscher Taschenbuch Verlag, München 1986, ISBN 3-423-07864-2.
- Akuabo – sei willkommen! Reise in ein Dorf in Ghana. Deutscher Taschenbuch Verlag, München 1990, ISBN 3-423-78009-6.
- mit Květa Pacovská: Das Tier mit den Funkelaugen. Beltz & Gelberg, Weinheim 1990, ISBN 3-407-80370-2.
- Ich habe eine Oma in Afrika. Thienemann Verlag, Stuttgart; Wien 1994, ISBN 3-522-16878-X.
- Klippenmond. Arena Verlag, Würzburg 1995, ISBN 3-401-02559-7.
- Ich wär’ so gern bei dir in Afrika. Loewe Verlag, Bindlach 1997, ISBN 3-7855-2992-9.
- mit Sabine Kraushaar: Die Buchstabenhexe. Loewe Verlag, Bindlach 1997, ISBN 3-7855-3147-8.
- Schulausflug mit Hindernissen und andere Schulgeschichten. Arena Verlag, Würzburg 1998, ISBN 3-401-04819-8.
- Meine Oma lebt in Afrika. Beltz & Gelberg, Weinheim 1998, ISBN 3-407-78284-5.
- Leselöwen-Taschengeldgeschichten. Loewe Verlag, Bindlach 1998, ISBN 3-7855-3155-9.
- mit Michael Schober: Bildergeschichten mit Berni Bammel. Loewe Verlag, Bindlach 1998, ISBN 3-7855-3246-6.
- Jagd auf die Weltraumpiraten und andere Weltraumgeschichten. Arena Verlag, Würzburg 1999, ISBN 3-401-04870-8.
- mit Michael Schober: Leseraupen-Tiergeschichten. Loewe Verlag, Bindlach 1999, ISBN 3-7855-3524-4.
- mit Lila L. Leiber: Leseraupen-Kindergartengeschichten. Loewe Verlag, Bindlach 1999, ISBN 3-7855-3523-6.
- mit Anne Steinwart und Wolfgang Brenneisen: Das große Buch der Schulgeschichten. Arena Verlag, Würzburg 1999, ISBN 3-401-04936-4.
- mit Sabine Kraushaar: Bildergeschichten mit dem Weihnachtsmann. Loewe Verlag, Bindlach 1999, ISBN 3-7855-3451-5.
- mit Hildegard Müller: Anatol hat Rabenhunger. Loewe Verlag, Bindlach 1999, ISBN 3-7855-3198-2.
- Ein Pausenbrot für Charly und andere Schulweggeschichten. Arena Verlag, Würzburg 2000, ISBN 3-401-05019-2.
- mit Gabi Selbach: Bildergeschichten mit der lustigen Lehrerin. Loewe Verlag, Bindlach 2000, ISBN 3-7855-3605-4.
- Heute abend ist was los! Westermann, Braunschweig 2000, ISBN 3-14-120033-5.
- Ein Schultag voller Überraschungen: Schulgeschichten. Arena Verlag, Würzburg 2001, ISBN 3-401-05240-3.
- mit Vera Juchelková: Kommst du mit in die Schule? Loewe Verlag, Bindlach 2001, ISBN 3-7855-3866-9.
- mit Vera Juchelková: Heute übernachte ich bei dir! Loewe Verlag, Bindlach 2001, ISBN 3-7855-3977-0.
- mit Sabine Kraushaar: Die Buchstabenhexe im Klassenzimmer. Loewe Verlag, Bindlach 2001, ISBN 3-7855-3968-1.
- Sofie fliegt zur Schule: Schulweggeschichten. Arena Verlag, Würzburg 2002, ISBN 3-401-04967-4.
- mit Sven Leberer: Viel Wirbel auf dem Bauernhof. Loewe Verlag, Bindlach 2002, ISBN 3-7855-4326-3.
- mit Sabine Kraushaar: Schule ist klasse! Die schönsten Schulgeschichten. Loewe Verlag, Bindlach 2002, ISBN 3-7855-4281-X.
- mit Irmgard Paule: Kleine Lesetiger-Hexengeschichten. Loewe Verlag, Bindlach 2002, ISBN 3-7855-4151-1.
- mit Sabine Kraushaar: Die Buchstabenhexe macht Ferien. Loewe Verlag, Bindlach 2002, ISBN 3-7855-4149-X.
- mit Michael Schober: 3-Minuten-Tiergeschichten. Loewe Verlag, Bindlach 2002, ISBN 3-7855-4161-9.
- mit Lila L. Leiber: 3-Minuten-Kindergartengeschichten. Loewe Verlag, Bindlach 2002, ISBN 3-7855-4343-3.
- mit Dorothea Ackroyd: Das hast du toll gemacht! Kleine Geschichten, die Kinder selbstbewusst machen. Loewe Verlag, Bindlach 2003, ISBN 3-7855-4713-7.
- mit Sabine Kraushaar: Geschichten von der Buchstabenhexe. Loewe Verlag, Bindlach 2004, ISBN 3-7855-4926-1.
- mit Julia Boehme und Sven Leberer: Geschichten vom Bauernhof. Loewe Verlag, Bindlach 2004, ISBN 3-7855-4923-7.
- mit Sabine Kraushaar: Die Buchstabenhexe auf Abenteuerreise. Loewe Verlag, Bindlach 2004, ISBN 3-7855-5122-3.
- Besuch aus Afrika! Beltz & Gelberg, Weinheim; Basel 2005, ISBN 3-407-78661-1.
- mit Sabine Kraushaar: Lesezauber mit der Buchstabenhexe: Vier Abenteuer in einem Band. Loewe Verlag, Bindlach 2005, ISBN 3-7855-5303-X.
- mit Vera Juchelková: Hurra! Die Schule geht los! Gondolino, Bindlach 2005, ISBN 3-8112-2548-0.
- mit Silke Voigt: Zitterknax zaubert Zahlenspaß. Loewe Verlag, Bindlach 2007, ISBN 978-3-7855-4022-0.
- Dorthin, wo der Wald den Himmel trägt: Gedichte vom Unterwegssein. Albis International, Ústí nad Labem 2008, ISBN 978-80-86971-98-8.
- Die Abenteuer der kleinen Moorhexe. Wirtschaftsverlag NW, Verlag für neue Wissenschaft, Bremerhaven 2011, ISBN 978-3-86918-044-1.
- mit Gabi Selbach: Die besten Geschichten für Erstleser. Gondolino, Bindlach 2012, ISBN 978-3-8112-3282-2.
- Aprilregen. Obelisk Verlag, Innsbruck; Wien 2019, ISBN 978-3-85197-904-6.